# Veronica rivalis
Veronica rivalis är en grobladsväxtart som beskrevs av Garn.-jones. Veronica rivalis ingår i släktet veronikor, och familjen grobladsväxter. Inga underarter finns listade i Catalogue of Life.